# Mi noche con Maud
Mi noche con Maud (en francés Ma nuit chez Maud) es una película francesa de 1969 escrita y dirigida por Éric Rohmer. Protagonizada por Jean-Louis Trintignant, Françoise Fabian, Marie-Christine Barrault y Antoine Vitez en los papeles principales es considerada una de las películas significativas dentro del movimiento de la Nouvelle vague.
Galardonada con varios premios cinematográficos internacionales obtuvo cuatro nominaciones, incluidos los de mejor guion original y mejor película extranjera en los Premios Óscar o la Palma de Oro en el Festival de Cannes, y cuatro galardones entre los que destacan el Premio de la Crítica de Francia y el Premio Sant Jordi a la mejor película.

## Sinopsis
En la ciudad de Clermont-Ferrand, pocos días antes de Navidad, Jean-Louis (Jean-Louis Trintignant), un joven ingeniero y devoto católico que acaba de regresar del extranjero, se fija durante una misa en una mujer rubia, y decide en ese momento que se convertirá en su mujer. Se encuentra luego por casualidad a Vidal (Antoine Vitez), un viejo amigo comunista, que lo invita a una cena de Nochebuena en casa de una amiga suya divorciada, Maud (Françoise Fabian). La noche transcurre entre largas conversaciones acerca del matrimonio, la moral, la religión o Blaise Pascal. Primero entre los tres, y luego entre Jean-Louis y Maud, uniendo a partes iguales sinceridad y seducción, pero al final de la noche no se habrá superado la barrera platónica.
Al día siguiente, el ingeniero se dirige a la mujer rubia, Françoise (Marie-Christine Barrault). Poco tiempo después, le propondrá que se case con él, pero ella se resistirá, pues acaba de terminar una turbulenta relación con un hombre casado. Cinco años después, la pareja llega a una playa con su hijo pequeño en el preciso momento en el que Maud se va. Se cruzan y mantienen una conversación intrascendente antes de que algunas cosas queden claras.

## Reparto
- Jean-Louis Trintignant - Jean-Louis
- Françoise Fabian - Maud
- Marie-Christine Barrault - Françoise
- Antoine Vitez - Vidal
- Léonide Kogan - Violinista
- Guy Léger - Sacerdote
- Anne Dubot - Mujer rubia
- Marie Becker - Marie
- Marie-Claude Rauzier - Estudiante

## Recepción
Mi noche con Maud obtiene valoraciones muy positivas en los portales de información cinematográfica y entre la crítica profesional. En IMDb, computadas 12.996 valoraciones, obtiene una puntuación media de 7,8 sobre 10. En FilmAffinity, además de estar incluida en los listados "Mejores películas francesas de todos los tiempos" (34ª posición), "Mejores películas románticas de la historia del cine" (87.ª posición) y "Mejores películas de comedia" (108.ª posición), obtiene una puntuación media de 7,6 sobre 10. En el agregador de críticas Rotten Tomatoes obtiene la calificación de "fresco" para el 95% de las 22 críticas profesionales y para el 87% de las más de 2.500 valoraciones de sus usuarios.
El crítico Miguel Ángel Palomo en el diario El País la calificó como "una de las más grandes películas del maestro Rohmer, ejemplo de cine vital, imaginativo, que hace de la lucidez su mejor arma (...) puesta en escena desnuda y franca, pero de milimétrica planificación, de insólita belleza plástica". La redacción de la revista Fotogramas le otorgó en 2008 4 estrellas de 5 destacando que "Rohmer planteó las contradicciones de un intelectual católico a través de su relación dialéctica con una atractiva librepensadora. Estructurado a partir de una serie de brillantes diálogos, se apoya en un estilo sobrio y un ritmo reposado pero impecable. Resulta un ejercicio apasionante pese a su fría apariencia".

## Seis cuentos morales
Es la primera película que dio fama a este director y constituye el tercero de sus Seis cuentos morales. Primero de los ciclos temáticos abordados por Rohmer, a lo largo de 10 años, es una serie de obras integrada por: 
- La boulangère de Monceau (1963) - cortometraje
- La carrière de Suzanne (1963) - mediometraje
- La collectionneuse (1967)
- Ma nuit chez Maud (1969)
- Le genou de Claire (1970)
- L'amour l'après-midi (1972)